# Grover (hrabstwo Marinette)
Grover – miasto w Stanach Zjednoczonych, w stanie Wisconsin, w hrabstwie Marinette.